# Boulevard Raymond Poincaré
Le boulevard Raymond Poincaré est une artère de la ville de Liège en Belgique.

## Situation et accès
Ce boulevard qui débute quai Mativa et se termine boulevard Frankignoul, est situé dans le quartier administratif des Vennes.
Ce boulevard est une section d'une importante artère à quatre voies de circulation (route nationale 30) menant du quai Mativa bordant la Dérivation au quai des Ardennes le long de l'Ourthe. Cette artère est communément et non officiellement appelée par les Liégeois boulevard de l'Automobile qui compte aussi le boulevard Frankignoul, le boulevard de Froidmont, le boulevard de Douai et une petite partie de la rue des Vennes. Après être passé sous la rue Natalis, le boulevard se prolonge au nord-ouest par le tunnel routier de la Dérivation passant sous ce cours d'eau.
Voies adjacentes
- Tunnel routier de la Dérivation
- Quai Mativa
- Quai Mozart
- Quai Orban
- Rue Oscar Englebert
- Rue Dothée
- Rue Natalis
- Rue Richard Heintz
- Rue Pré Binet
- Rue Adrien De Witte
- Boulevard Frankignoul

## Origine du nom
Ce boulevard rend hommage à Raymond Poincaré (1860-1934), président de la République française du 18 février 1913 au 18 février 1920 pour sa contribution dans la victoire des Alliés lors de la Première Guerre mondiale.

## Historique
Le boulevard a été créé au début du XXe siècle, lors des importants travaux d'aménagement de la rive droite de la Meuse, pour l'organisation de l'exposition universelle de 1905. Il suit en fait l'ancien cours principal de l'Ourthe qui a été détourné par un nouveau tracé creusé entre le quai des Ardennes en rive droite et le quai des Vennes et le quai du Condroz en rive gauche. Il prend sa dénomination actuelle en 1932.
Le pont de la connexion Y Froidmont de la gare de Liège-Longdoz à la ligne 40 enjambait le boulevard jusqu'en 1990.

## Bâtiments remarquables et lieux de mémoire
Le musée des Transports en commun du Pays de Liège se situe le long du boulevard. L'entrée du musée se fait par la rue Richard Heintz.
La Maison de la métallurgie et de l'industrie est un musée utilisant les anciens laminoirs Dothée construits en 1846 pour le laminage du fer.
Les studios liégeois de la RTBF Média Rives se situent au no 15.